# Bukit Usi
Bukit Usi är en kulle i Indonesien.   Den ligger i provinsen Aceh, i den västra delen av landet, 1 700 km nordväst om huvudstaden Jakarta. Toppen på Bukit Usi är 256 meter över havet.
Terrängen runt Bukit Usi är kuperad åt sydväst, men åt nordost är den platt.Runt Bukit Usi är det ganska tätbefolkat, med 192 invånare per kvadratkilometer. Närmaste större samhälle är Bireun, 8,6 km nordost om Bukit Usi. I omgivningarna runt Bukit Usi växer i huvudsak städsegrön lövskog.